# Avestisch

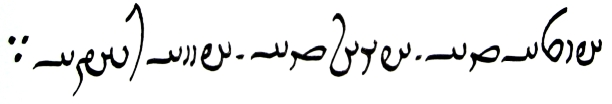
Een voorbeeld van Avestisch schrift: 'Goede Gedachten, Goede Woorden, Goede Daden'.

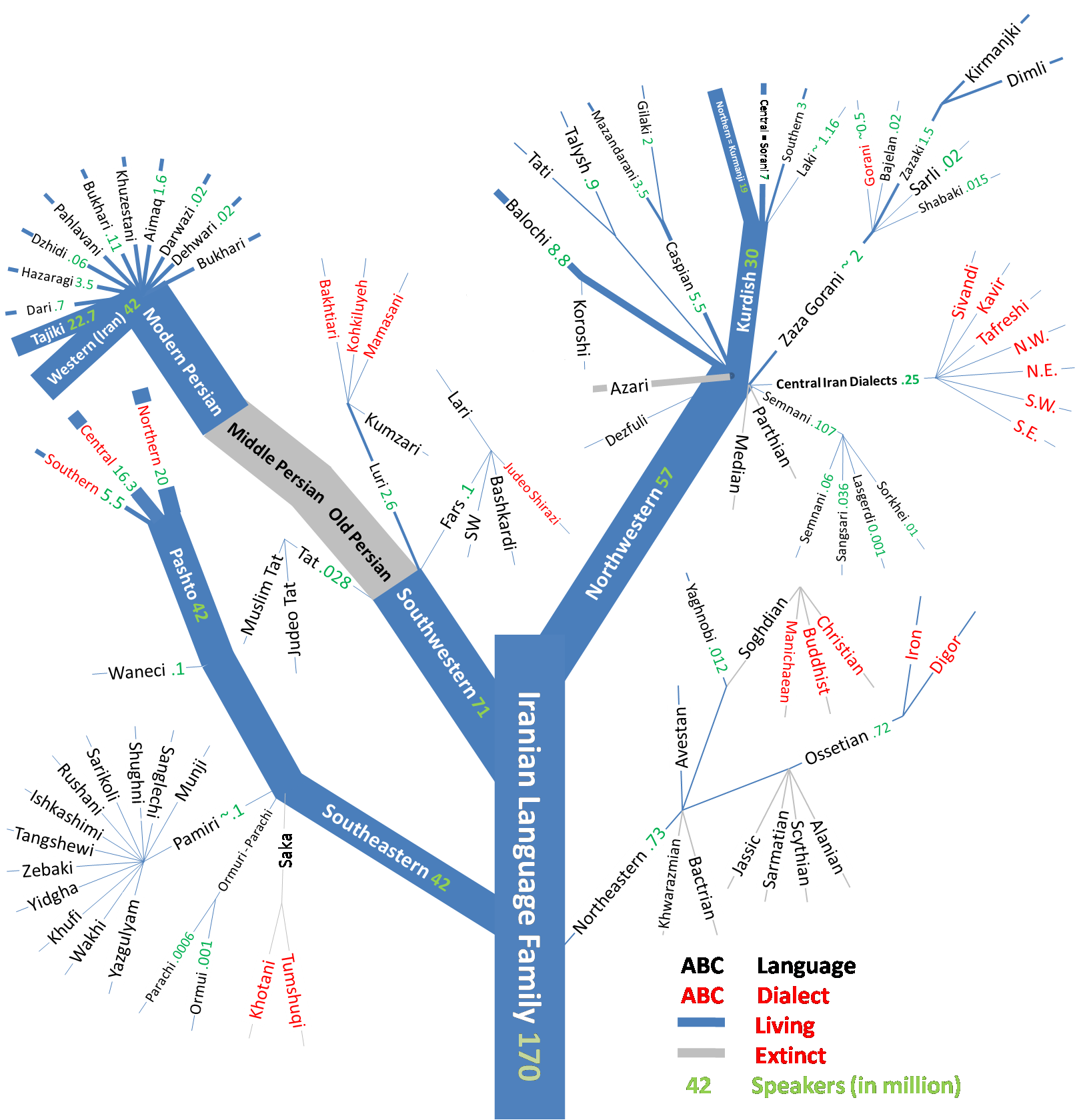
Boomdiagram voor de Iraanse talen.

Het Avestisch of Avestaans is een alfabet en een uitgestorven taal die behoort tot de Iraanse talen. Het werd vermoedelijk gesproken tussen 1000 en 500 v.Chr. in het noordoosten van het huidige Iran, van de Kaspische Zee tot Transoxanië en Afghanistan. De taal is enkel bekend van de Avesta, het heilige boek van de zoroastriërs, dat ontstond vanaf 1000 v.Chr. Daar bestaan nog middeleeuwse handschriften van. De teksten ervan werden eerst eeuwenlang mondeling overgeleverd, omdat men het schrift niet kende. Uit de Avesta, die zich in de loop van eeuwen vormde, zijn twee Avestische dialecten bekend, het Gathisch of Oudavestisch en het Jongavestisch. De taal is contemporain met het Oudperzisch, en beide zijn de oudst bekende Iraanse talen.
Voor het op schrift stellen van de Avesta in de Sassanidische tijd (3e-7e eeuw) werd een speciaal alfabet ontwikkeld door een of meer geleerden, mogelijk onder Šāpūr II (310-379). Dit schrift moest voldoen aan de onderscheiden klanken in de mondelinge overlevering. Zo konden religieuze teksten correct worden gereciteerd. Er bestond al een alfabet, dat ook voor zoroastrische doeleinden werd gebruikt: het Pahlavi-schrift, dat was gebaseerd op het Aramese schrift. De spelling daarvan leverde echter onduidelijkheden op, bijvoorbeeld bij het lezen van klinkers. Daarom werd dit schriftsoort aangepast tot het Avestische alfabet voor het zo nauwkeurig mogelijk noteren van fonemen en allofonen. Dit leverde 14 letters voor klinkers, en 37 voor medeklinkers. Men schreef de letters los, en van rechts naar links.
Na de Sassanidische periode ging het gebruik en de kennis van het Avestische alfabet sterk achteruit. Dit blijkt bijvoorbeeld uit kopieerfouten in handschriften.

## Taalfamilie
Indo-Europese talen
- Indo-Iraanse talen
  - Iraanse talen – Proto-Iraans
    - Oudavestisch
      - Jongavestisch

    - West-Iraans
      - Medisch
      - Parthisch
      - Oudperzisch
        - Pahlavi (Middelperzisch)
          - Dari
          - Nieuwperzisch